# Сексуальна комунікація (спілкування)

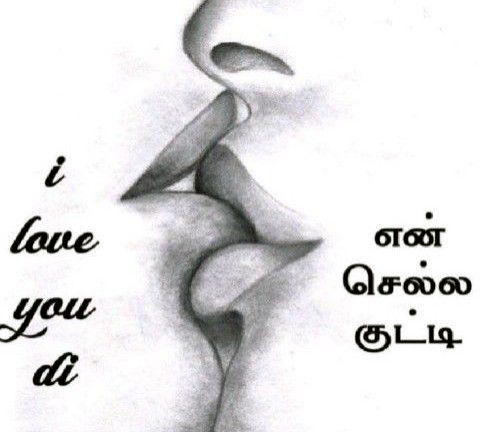
Почуття любові

Сексуальна комунікація — спілкування про секс між партнер(к)ами, необхідне для отримання сексуальної згоди, дослідження симпатій, антипатій, фантазій, та отримання сексуального задоволення.

Законодавство щодо сексуального насильства.
- Синій - Законодавство про секс-насильство на основі згоди; зґвалтування у шлюбі незаконне;
- Зелений - Законодавство щодо секс-насильства на основі примусу; зґвалтування у шлюбі незаконне;
- Синьо-зелений - Примус на основі вагінального сексу, згода на основі анального та орального сексу; зґвалтування в шлюбі незаконне;
- Бордовий - Змішане законодавство; зґвалтування без примусу вважається меншим злочином; [a] зґвалтування у шлюбі незаконне;
- Малиновий - Законодавство про секс-насильство на основі згоди, але зґвалтування у шлюбі законне;
- Червоний - Законодавство про секс-насильство, засноване на примусі, і зґвалтування у шлюбі.

Сексуальна комунікація є перехідним етапом від романтичного періоду стосунків до більш близьких інтимних та сексуальних стосунків.  
Сексуальна комунікація різних країн будується на релігії, звичаях, шлюбних традиціях, тому може розпочинатися на різних етапах стосунків. Сексуальна комунікація не є первинною в стосунках, та в гармонійних стосунках відбувається після відчуття закоханості.

## Функції
- Сексуальна комунікація необхідна, щоб ділитися сексуальними переживаннями на основі довіри та поваги, у безпечній формі.
- Позитивна сексуальна комунікація, що базується на правилах сексуального етикету, пов'язана з отриманням сексуального задоволення у стосунках та благополуччям. Сексуальний етикет різних країн може відрізнятися згідно із культурою, традиціями, звичаями та релігією.

- Сексуальна комунікаця допомагає краще розуміти одне одного для побудови інтимних стосунків, для розуміння відмінностей сприйняття та відчуттів у сексуальній активності.
- Спілкування про секс розкриває свідомість для рефлексії усвідомленого партнерського сексу.[3]

## Теми
- Інформування про статус ІПСШ, обговорення спільного тестування на ІПСШ, засобів безпечного сексу та контрацептивів.
- Для початку сексуальних стосунків має значення згода на секс. Сексуальні стосунки, які почалися без згоди на секс, а також згода на секс, яка була отримана через обманну обіцянку шлюбу, вважаються зґвалтуванням.
- Обговорення бажаних та неприйнятних сексуальних практик для конструювання сексуальної взаємодії.
- Обмін сексуальними фантазіями для нарощування сексуального збудження.
- Інформування про поточну стадію збудження та сексуальні бажання, емоційний та тілесний стан під час сексу, подальщі бажані або небажані сексуальні дії для координації сексуальних дій.
- Зворотній звязок та реакція на сексуальні дії для дослідження спільного поля інтимності.

## Форми сексуальної комунікації
Сексуальна комунікація, яка базується на сексуальній етиці:
- Фізична комунікація — це фізичні дії, що говорять більше, ніж слова: погляд, ніжно покладена рука, дотик.

- Сексуальні вказівки (запити) — вербальні чи невербальні повідомлення про наступні бажані або небажані сексуальні дії. Сексуальний досвід є приємнішим та значущішим, коли партнери можуть вільно повідомити про власні бажання: торкнутися, поцілувати.

- Вербальне спілкування має відбуватися тактовно, без незручностей чи дискомфорту. Хороше розмовне спілкування про секс може покращити сексуальний потяг та збудження й сприяє турботі про сексуальне здоров'я.

- Сексуальна освіта — для дітей важливо отримати базові знання про сексуальність людини та безпечні та здорові сексуальні стосунки, такі можливості надає сексуальна освіта. Для дорослих секс-освіта розширює знання про секс, спростовує міфи та інформує про біологічні та етичні аспекти сексуальності.

- Інтимність — необхідна частина емоційних та близьких сексуальних партнерських стосунків, що зміцнює стосунки та привносить індивідуальність у романтичне життя пари.[4]

## Наукові дослідження
Згідно з проведеними дослідженнями, сексуальна комунікація має важливе значення для підтримки здорової сексуальної функції. Дослідження різних років, починаючи з 1970-х, показують, що пари, які мають більше сексуальних труднощів, мають проблеми із сексуальним спілкуванням та сексуальним самовираженням. Дослідження, проведені у 2014 році, свідчать, що на сексуальне здоров'я та сексуальне задоволення має значення сексуальне саморозкриття, що є одним із способів профілактики сексуальної дисфункції. Сексуальне саморозкриття передбачає обговорення партнерами сексуальних уподобань, бажання брати участь у певній сексуальній активності, про сексуальні цінності та минулий сексуальний досвід.